# جورجیو ماگنوکاوالو
جورجیو ماگنوکاوالو (انگلیسی: Giorgio Magnocavallo؛ زادهٔ ۴ نوامبر ۱۹۵۷) بازیکن فوتبال اهل ایتالیا است.
از باشگاه‌هایی که در آن بازی کرده‌است می‌توان به باشگاه فوتبال اینتر میلان، باشگاه ورزشی لاتزیو، باشگاه فوتبال برشا، باشگاه فوتبال تریستیانا، باشگاه فوتبال آتالانتا، باشگاه فوتبال امپولی، باشگاه فوتبال جنوآ، باشگاه فوتبال کومو، باشگاه فوتبال اسپال، و باشگاه فوتبال وارزه اشاره کرد.